# Simon Foucher
Pour les articles homonymes, voir Foucher.
Simon Foucher (1er mars 1644, Dijon - 27 avril 1696, Paris), abbé et chanoine de Dijon, était un philosophe français du XVIIe siècle.

## Biographie

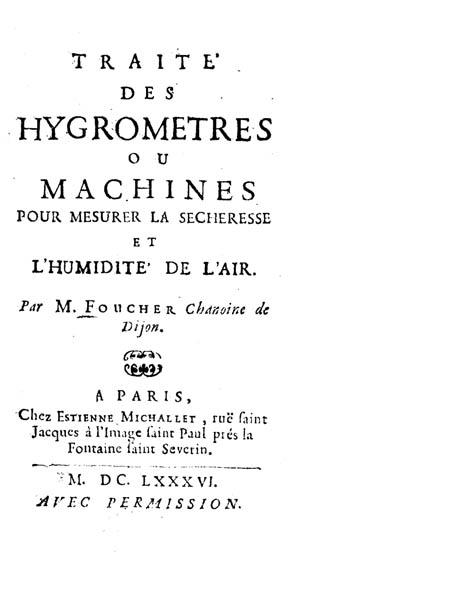
Traité des hygrometres (1686)

Fils d'un marchand, destiné à une carrière ecclésiastique, il fait ses vœux très tôt. Il est chanoine à la cathédrale de Dijon, puis démissionne pour déménager à Paris. Là, il étudie la théologie à la Sorbonne, puis mène la vie d'un homme de lettres, publiant et correspondant jusqu'à sa mort.

## Pensée
Lié avec des savants et des philosophes de son temps (Gilles Ménage, Adrien Baillet, Jacques Rohault, Leibniz), Foucher fut un critique important de la philosophie de Malebranche. Il usa d'arguments sceptiques de type académique, inspirés de Sextus Empiricus et de Cicéron, pour critiquer son occasionnalisme. Ainsi, il rejetait l'idée cartésienne que l'essence de la matière réside dans l'étendue, tout en maintenant les dogmes de l’Église catholique comme intuitivement évidents. L'un de ses objectifs les plus importants consistait à réconcilier la foi avec le scepticisme, c'est-à-dire à admettre l'incertitude inhérente au scepticisme académique tout en restant un bon chrétien, en dépit du fait que foi et cognition semblent nous pousser dans deux directions différentes :

« Nous ne saurions satisfaire en même temps à la raison et à la foi, parce que la raison nous oblige d'ouvrir les yeux et la foi nous commande de les fermer. »

## Principaux travaux
- Dissertation sur la recherche de la vérité ou sur la philosophie académique, 1673 ;
- Critique de la Recherche de la vérité, 1675 (sur l'œuvre de Malebranche) ;
- plusieurs traités de physique ;
- Une très riche correspondance avec Leibniz (Gerhard, Philosophische Schriften, tome 1, p. 369-sq., ici).